# Elara (satélite)
Elara es un satélite natural de Júpiter. Fue descubierto por Charles Dillon Perrine desde el Observatorio Lick, en California, en 1905 y se la nombró así por Élara, la madre del gigante Ticio, cuyo padre era Zeus.
Elara recibió su nombre de manera oficial en 1975; previamente se la conocía simplemente como Júpiter VII. A veces se la llamaba "Hera".
Pertenece al grupo de Himalia, cinco satélites con órbitas progradas similares, todas con una inclinación de alrededor de 27.5°.